# Blatzheim

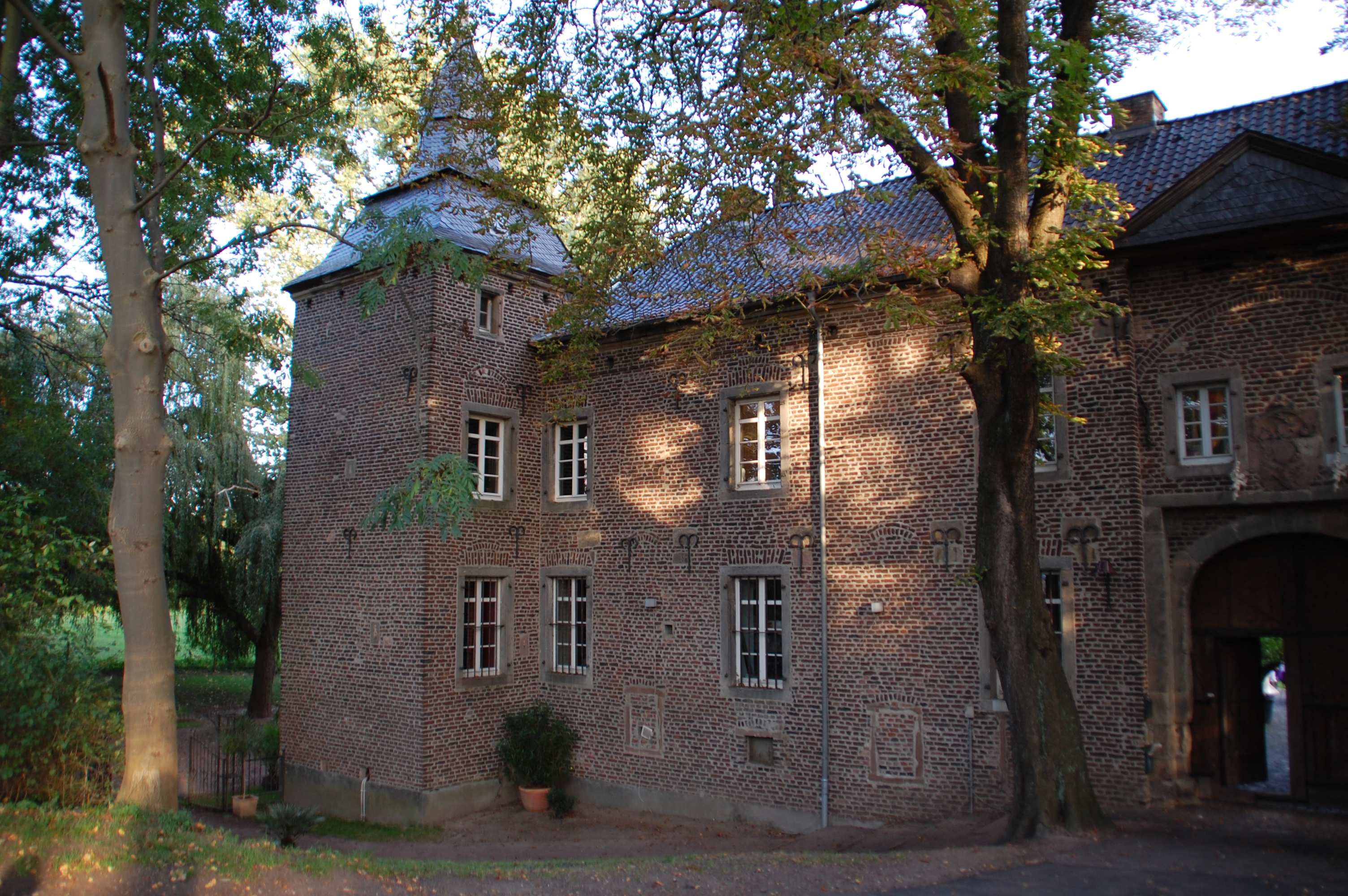
Kommandeursburg Blatzheim

Blatzheim ist ein Stadtteil der Stadt Kerpen im Rhein-Erft-Kreis und liegt ungefähr im Mittelpunkt eines Städtedreiecks aus Aachen, Bonn und Düsseldorf und etwa 25 km von Köln entfernt. Zu diesem Kerpener Stadtteil gehören außerdem die Orte Bergerhausen, Niederbolheim, Dorsfeld, Geilrath sowie weitere Gehöfte.
→ Siehe auch Liste der Mühlen am Neffelbach, Zisterzienserinnenabtei Blatzheim

## Geschichte
Die Geschichte des Ortes Blatzheim reicht weit zurück. Viele Funde gibt es aus der Römerzeit. Ein großes Landgut aus dem 2. oder 3. Jahrhundert konnte zwischen Blatzheim, Bergerhausen und den Clemenshöfen, einem Gehöft in der Nähe Blatzheims, nachgewiesen werden. Vermutlich kreuzten sich in Blatzheim die beiden Römerstraßen Köln–Aachen–Maastricht und Zülpich–Neuss (Römerstraße Trier–Neuss).
Zum ersten Male schriftlich erwähnt wird der Name Blatzheims in einer Urkunde vom 25. Mai 1057. Mit dieser Urkunde überließ der Kölner Erzbischof Anno II. seine Güter in Blatzheim der Königin Richeza von Polen auf Lebenszeit zur Nutzung.
Blatzheim war mit den Orten Bergerhausen, Dorsfeld, Geilrath und Niederbolheim ein Gerichtsbezirk im kurkölnischen Amt Lechenich.
Ein Geschlecht von Bergerhausen wird erstmals 1291 erwähnt.
In Niederbolheim errichtete ein Lehnsträger des Kölner Erzbischofs im 14. Jahrhundert einen Rittersitz.
Dorsfeld und Geilrath sind seit dem 11. Jahrhundert bekannt.
Die Burg Bergerhausen in Bergerhausen und die Kommandeursburg in Blatzheim zeugen noch heute von starken Befestigungsanlagen. Die Straßenbezeichnung „Klosterhof St. Peter“ verweist auf das dortige Zisterzienserkloster und die Straße „Peters Mühle“ erinnert an eine der vielen Wassermühlen entlang des Neffelbachs. Viele weitere Gebäude von der Kirche bis zur Grundschule dokumentieren alte und neue Geschichte und stehen in der Denkmalliste. Viele Gebäude hatten auch nur eine kurze Lebenszeit, wie etwa das Blatzheimer Hallenbad. Der Sportplatz wechselte innerhalb weniger Jahrzehnte dreimal seinen Standort.
Mit der Geschichte Blatzheims sind auch bekannte und weniger bekannte Persönlichkeiten verbunden. Manche haben oder hatten nur Bedeutung für den Ort, manche darüber hinaus. Der Gesellenvater und seliggesprochene Adolph Kolping etwa wurde vom Blatzheimer Pfarrer Lauffs gefördert und unterstützt. Im Jahre 1913/14 brach der „Blatzheimer Katholikenstreit“ aus, der mit dem Pfarrer August Kugelmeier verbunden ist. Clemens Baron von Loé war der letzte Adelige auf Burg Bergerhausen. Jakob Dohmen prägte nach dem Zweiten Weltkrieg das politische Leben Blatzheims, was sich auch dadurch äußerte, dass aus dem ehemals politisch „roten“ nunmehr ein „schwarzer“, konservativer Ort wurde. Von 1958 bis 1975 war er Bürgermeister von Blatzheim. Bis zu diesem Jahr war Blatzheim auch eine eigenständige Gemeinde, wurde aber durch das Köln-Gesetz von 1974 mit Wirkung vom 1. Januar 1975 der Stadt Kerpen zugeordnet. Dadurch hat Blatzheim keinen eigenen Bürgermeister mehr, seine Bürger werden nun durch einen Ortsvorsteher vertreten. Dieses Amt hat derzeit (Stand: 2020) Albert Weingarten (CDU) inne.
Es sind auch noch andere Geschichten bekannt, etwa über die Fronleichnamsprozession, die bis zum Jahre 1830 durch die gesamte Gemarkung Blatzheims zog und von morgens 6 Uhr bis abends 6 Uhr dauerte. In Dorsfeld stärkte man sich. Frauen und Kindern wurde dort die Christenlehre gehalten und die Männer schossen auf einen Holzvogel und schmierten die Kehle. Alfons Commer berichtet, dass unter diesen Begleitumständen der Kreuzträger einmal mit dem Kreuz nach einem Hasen geworfen hat.

## Blatzheimer Katholikenstreit

August Kugelmeier, Pfarrer während des „Blatzheimer Katholikenstreits“

Weit über die Grenzen des Ortes hinaus sorgte der so genannte „Blatzheimer Katholikenstreit“ von 1913/1914 für Aufsehen. Auslöser hierfür war der Streit zwischen Pfarrer, Kirchenvorstand und Bürgermeister um den Bau einer neuen Kirche für den Ort, der nötig war, da die alte Kirche als zu klein und stark sanierungsbedürftig galt.
Der neue Pfarrer August Kugelmeier, der am 1. August 1913 seinen Dienst in Blatzheim antrat, sah den Bau dieser Kirche als eine wichtige und schnell umzusetzende Aufgabe. Auf Widerstand stieß er damit jedoch beim Kirchenvorstand, vertreten durch den stellvertretenden Vorsitzenden Baron von Loë und beim Bürgermeister Reichert. Diese wollten den Bau zwar nicht verhindern, sich dafür jedoch noch einige Jahre mehr Zeit lassen. Als Grund hierfür machten sie geltend, dass sich neben der Kirche ein Friedhof auf Grundstücken der Gemeinde befand, der der geplanten Erweiterung der Kirche im Weg gestanden hätte. Hier war also eine Umbettung der Toten zu klären und das Grundstück von der Gemeinde zu erwerben. Unterstellt wurde Kirchenvorstand und Bürgermeister aber auch, dass sie den Bau hinauszögerten, um mehr Zinsen aus den für den Bau zurückgelegten Geldern einnehmen zu können.

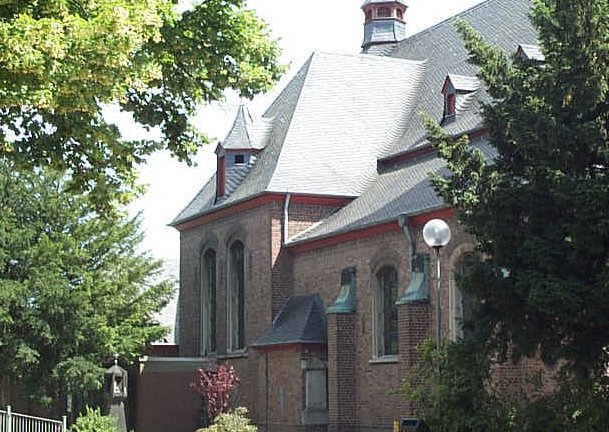
St. Kunibert in Blatzheim

Im Streit um den Kirchenbau wurden die Töne zunehmend schärfer und er entwickelte sich zusehends zu einem Streit zwischen den Wohlhabenden des Ortes – wozu auch von Loë gehörte – und der restlichen Bevölkerung, eine Einigung war nicht mehr absehbar. Mit der Versetzung Kugelmeiers am 29. April 1914 nach noch nicht einmal einem Jahr Dienst in Blatzheim eskalierte der Streit weiter und es kam zu Demonstrationen und gewalttätigen Ausschreitungen, bei denen Häuser beschmiert und Scheunen in Brand gesteckt wurden und schließlich auch vor dem Gebrauch von Schusswaffen nicht zurückgeschreckt wurde. Diese Unruhen hielten über mehrere Wochen an und auch nach ihrem Ende blieb das Thema im Ort heftig umstritten. Erst mit dem Beginn des Ersten Weltkrieges trat es dann in den Hintergrund.
Mit dem Bau einer neuen Kirche wurde schließlich im Jahr 1923 begonnen, die Weihe erfolgte 1925.

## Bürgewald
Blatzheim gehört zu den so genannten Bürgewaldgemeinden, die Rechte am Bürgewald (Hambacher Forst) besaßen. Dies ist der Legende nach dem heiligen Arnold von Arnoldsweiler zu verdanken, durch den legendären „Ritt um den Bürgewald“. Hauptort der Bürgewaldgemeinden ist Arnoldsweiler. Dorthin mussten die Blatzheimer am Pfingstdienstag, später am Pfingstmontag, dem heiligen Arnold eine Kerze opfern. Dieser Wachszins wurde erst im 19. Jahrhundert aufgelöst.

## Verkehr
Durch Blatzheim führten lange Zeit die Bundesstraßen 264 und 477, welche aber seit November 2001 als Umgehungsstraßen um Blatzheim herumgeführt werden. In östlicher Richtung führt die neue Straße direkt auf die A 61, Anschlussstelle Türnich.
Der Ort liegt im Verbundraum des Verkehrsverbundes Rhein-Sieg (VRS). Die Buslinien des VRS werden von der Rhein-Erft-Verkehrsgesellschaft (REVG) betrieben. In Buir besteht dann Anschluss an die S-Bahn nach Köln. Darüber hinaus ist Blatzheim auch mit einer Buslinie aus dem Aachener Verkehrsverbund (AVV) angeschlossen, welche von Rurtalbus bedient wird. Damit bestehen werktags tagsüber einmal stündlich Verbindungen nach Düren bzw. nach Buir und Kerpen.
| Linie | Betreiber | Verlauf |
| ----- | --------- | --- |
| 276   | Rurtalbus | Düren Bf/ZOB – StadtCenter – Distelrath – Merzenich Schöne Aussicht – Golzheim – Buir / Blatzheim (– Bergerhausen – Manheim-neu – Langenich – Kerpen)                                                  |
| 933   | REVG      | Buir / Niederbolheim – Blatzheim – Bergerhausen – Manheim-neu – Langenich – Kerpen – Sindorf Schulzentrum                                                                                              |
| 976   | REVG      | Frechen EuroPark – Frechen Rathaus – Benzelrath – Grefrath – Habbelrath – Neu-Bottenbroich – Horrem Bf – (Sindorf Schulzentrum –) Kerpen – Langenich – Manheim-neu – Bergerhausen – Blatzheim – Buir S |

## Persönlichkeiten
- Karl Meisen (1891–1973), Volkskundler und Germanist